# Щербинка (станція)
Ще́рбинка (рос. Щербинка) — залізнична станція Курського напрямку Московської залізниці, у складі лінії МЦД-2. Розташовано у Москві. Знаходиться в міському окрузі Щербинка Новомосковського округу. Входить до Московсько-Курського центру організації роботи станцій ДЦС-1 Московської дирекції управління рухом. За основним характером роботи є проміжною, за обсягом роботи віднесена до 3 класу.

## Опис
Знаходиться за 46 хвилин їзди від Москва-Пасажирська-Курська, за 20 хвилин їзди від станції Царицино (найближча станція з виходом до метро), за 8 хвилин їзди від станції Подольськ.
Станція має 4 головних колії та одну приймально-відправну колію для приймання поїздів з вагонами на адресу станції, які привозили зі станції Подольськ, а також для виведення вагонів з Подільського ППЗТ. Станція має дві берегові високі посадні платформи на коліях, призначених для руху приміських і пасажирських електропоїздів. Вантажні поїзди прямують третьою та четвертою коліями. Пасажирські платформи розташовані зі зміщенням відносно одна одної. Платформа на другій колії (на Москву) зміщена ближче до Москви, а платформа на першій колії зміщена ближче до переїзду. На обох платформах розташовані павільйони з приміщенням для квиткової каси. Приблизно в середині платформ розташований надземний пішохідний перехід з виходом на Залізничну вулицю і на Бутовський тупик. Також особливістю станції є розташування з'їзду між головними коліями пасажирських платформ.
До станції примикає багато під'їзних колій, в тому числі Щербинське випробувальне кільце, де випробовують новий РС залізниці та метрополітену. До південної горловині станції примикає одна з колій, що обслуговуються Подільським ППЗТ.
На станції проводиться оборот приміських поїздів, що прямують з Москви. Велика частина цих поїздів курсує в годину пік, за винятком однієї денної пари. Для обороту використовується зонний тупик, розташований за переїздом між 1 і 2 головними коліями.